# Spelartrupper under världsmästerskapet i fotboll 1994
Världsmästerskapet i fotboll 1994: Spelartrupper

## Grupp A

### Colombia
Förbundskapten: Francisco Maturana
| Nr | Pos. | Namn                  | Födelsedatum (ålder) | Matcher | Mål |           | Klubb               |
| -- | ---- | --------------------- | -------------------- | ------- | --- | --------- | ------------------- |
| 1  | MV   | Óscar Córdoba         | 3 februari 1970      | 27      |     | Colombia  | América de Cali     |
| 2  | F    | Andrés Escobar        | 13 mars 1967         |         |     | Colombia  | Atlético Nacional   |
| 3  | F    | Alexis Mendoza        | 8 november 1961      |         |     | Colombia  | Junior Barranquilla |
| 4  | F    | Luis Fernando Herrera | 12 juni 1962         |         |     | Colombia  | Atlético Nacional   |
| 5  | MF   | Hernán Gaviria        | 27 november 1969     |         |     | Colombia  | Atlético Nacional   |
| 6  | MF   | Gabriel Gómez         | 8 december 1959      |         |     | Colombia  | Atlético Nacional   |
| 7  | A    | Antony de Ávila       | 21 december 1962     |         |     | Colombia  | América de Cali     |
| 8  | MF   | John Harold Lozano    | 30 mars 1972         |         |     | Colombia  | América de Cali     |
| 9  | A    | Iván Valenciano       | 18 mars 1972         |         |     | Colombia  | Junior Barranquilla |
| 10 | MF   | Carlos Valderrama (k) | 2 september 1961     | 65      |     | Colombia  | Junior Barranquilla |
| 11 | A    | Adolfo Valencia       | 6 februari 1968      |         |     | Tyskland  | Bayern München      |
| 12 | MV   | Faryd Mondragón       | 21 juni 1971         |         |     | Argentina | Argentinos Juniors  |
| 13 | F    | Néstor Ortiz          | 20 september 1968    |         |     | Colombia  | Once Caldas         |
| 14 | MF   | Leonel Álvarez        | 29 juli 1965         | 73      |     | Colombia  | América de Cali     |
| 15 | F    | Luis Carlos Perea     | 29 december 1963     | 75      |     | Colombia  | Junior Barranquilla |
| 16 | A    | Víctor Aristizábal    | 9 december 1971      |         |     | Colombia  | Atlético Nacional   |
| 17 | MF   | Mauricio Serna        | 22 januari 1968      |         |     | Colombia  | Atlético Nacional   |
| 18 | F    | Óscar Cortés          | 19 oktober 1968      |         |     | Colombia  | Millonarios         |
| 19 | MF   | Freddy Rincón         | 14 augusti 1966      | 42      |     | Brasilien | Palmeiras           |
| 20 | F    | Wilson Pérez          | 6 augusti 1967       |         |     | Colombia  | América de Cali     |
| 21 | A    | Faustino Asprilla     | 10 november 1969     |         |     | Italien   | Parma               |
| 22 | MV   | José María Pazo       | 4 april 1964         |         |     | Colombia  | Junior Barranquilla |

### Rumänien
Förbundskapten: Anghel Iordănescu
| Nr | Pos. | Namn               | Födelsedatum (ålder) | Matcher | Mål |               | Klubb                 |
| -- | ---- | ------------------ | -------------------- | ------- | --- | ------------- | --------------------- |
| 1  | MV   | Florin Prunea      | 8 augusti 1968       | 21      |     | Rumänien      | Dinamo Bucureşti      |
| 2  | F    | Dan Petrescu       | 22 december 1967     | 33      |     | Italien       | Genoa                 |
| 3  | F    | Daniel Prodan      | 23 mars 1972         | 12      |     | Rumänien      | Steaua Bucureşti      |
| 4  | F    | Miodrag Belodedici | 20 maj 1964          | 32      |     | Spanien       | Valencia              |
| 5  | MF   | Ioan Lupescu       | 9 december 1968      | 30      |     | Tyskland      | Bayer Leverkusen      |
| 6  | F    | Gheorghe Popescu   | 9 oktober 1967       | 45      |     | Nederländerna | PSV Eindhoven         |
| 7  | MF   | Dorinel Munteanu   | 25 juni 1968         | 28      |     | Belgien       | Cercle Brugge         |
| 8  | MF   | Iulian Chiriță     | 2 februari 1967      | 3       |     | Rumänien      | Rapid Bucureşti       |
| 9  | A    | Florin Răducioiu   | 17 mars 1970         | 25      |     | Italien       | Milan                 |
| 10 | MF   | Gheorghe Hagi (k)  | 5 februari 1965      | 81      |     | Italien       | Brescia               |
| 11 | A    | Ilie Dumitrescu    | 6 januari 1969       | 38      |     | Rumänien      | Steaua Bucureşti      |
| 12 | MV   | Bogdan Stelea      | 5 december 1967      | 18      |     | Rumänien      | Rapid Bucureşti       |
| 13 | F    | Tibor Selymes      | 14 maj 1970          | 11      |     | Belgien       | Cercle Brugge         |
| 14 | F    | Gheorghe Mihali    | 9 december 1965      | 19      |     | Rumänien      | Dinamo Bucureşti      |
| 15 | MF   | Basarab Panduru    | 11 juli 1970         | 11      |     | Rumänien      | Steaua Bucureşti      |
| 16 | A    | Ion Vlădoiu        | 5 november 1968      | 6       |     | Rumänien      | Rapid Bucureşti       |
| 17 | A    | Viorel Moldovan    | 8 juli 1972          | 4       |     | Rumänien      | Dinamo Bucureşti      |
| 18 | MF   | Constantin Gâlcă   | 8 mars 1972          | 7       |     | Rumänien      | Steaua Bucureşti      |
| 19 | F    | Corneliu Papură    | 5 september 1973     | 5       |     | Rumänien      | Universitatea Craiova |
| 20 | MF   | Ovidiu Stîngă      | 5 december 1972      | 9       |     | Rumänien      | Universitatea Craiova |
| 21 | A    | Marian Ivan        | 6 januari 1969       | 3       |     | Rumänien      | Braşov                |
| 22 | MV   | Ștefan Preda       | 18 juni 1970         | 1       |     | Rumänien      | Petrolul Ploiești     |

### Schweiz
Förbundskapten: Roy Hodgson
| Nr | Pos. | Namn               | Födelsedatum (ålder) | Matcher | Mål |          | Klubb             |
| -- | ---- | ------------------ | -------------------- | ------- | --- | -------- | ----------------- |
| 1  | MV   | Marco Pascolo      | 9 maj 1966           | 18      |     | Schweiz  | Servette          |
| 2  | F    | Marc Hottiger      | 7 november 1967      | 41      |     | Schweiz  | Sion              |
| 3  | F    | Yvan Quentin       | 2 maj 1970           | 14      |     | Schweiz  | Sion              |
| 4  | MF   | Dominique Herr     | 25 oktober 1965      | 39      |     | Schweiz  | Sion              |
| 5  | F    | Alain Geiger (k)   | 5 november 1960      | 94      |     | Schweiz  | Sion              |
| 6  | A    | Georges Bregy      | 17 januari 1958      | 50      |     | Schweiz  | Young Boys        |
| 7  | MF   | Alain Sutter       | 22 januari 1968      | 46      |     | Tyskland | FC Nürnberg       |
| 8  | F    | Christophe Ohrel   | 7 april 1968         | 28      |     | Schweiz  | Servette          |
| 9  | A    | Adrian Knup        | 2 juli 1968          | 34      |     | Tyskland | VfB Stuttgart     |
| 10 | MF   | Ciriaco Sforza     | 2 mars 1970          | 23      |     | Tyskland | Kaiserslautern    |
| 11 | A    | Stéphane Chapuisat | 28 juni 1969         | 36      |     | Tyskland | Borussia Dortmund |
| 12 | MV   | Stephan Lehmann    | 15 augusti 1963      | 6       |     | Schweiz  | Sion              |
| 13 | F    | André Egli         | 8 maj 1958           | 79      |     | Schweiz  | Servette          |
| 14 | A    | Nestor Subiat      | 23 april 1966        | 7       |     | Schweiz  | Lugano            |
| 15 | A    | Marco Grassi       | 8 augusti 1968       | 9       |     | Schweiz  | Servette          |
| 16 | MF   | Thomas Bickel      | 6 oktober 1963       | 41      |     | Schweiz  | Grasshoppers      |
| 17 | MF   | Sébastien Fournier | 27 juni 1971         | 4       |     | Schweiz  | Sion              |
| 18 | F    | Martin Rueda       | 9 januari 1963       | 5       |     | Schweiz  | Lucerne           |
| 19 | F    | Jürg Studer        | 8 september 1966     | 5       |     | Schweiz  | FC Zürich         |
| 20 | MF   | Patrick Sylvestre  | 1 september 1968     | 9       |     | Schweiz  | Lausanne          |
| 21 | MF   | Thomas Wyss        | 29 augusti 1966      | 5       |     | Schweiz  | Aarau             |
| 22 | MV   | Martin Brunner     | 23 april 1963        | 33      |     | Schweiz  | Grasshoppers      |

### USA
Förbundskapten: Bora Milutinović
| Nr | Pos. | Namn               | Födelsedatum (ålder) | Matcher | Mål |               | Klubb              |
| -- | ---- | ------------------ | -------------------- | ------- | --- | ------------- | ------------------ |
| 1  | MV   | Tony Meola (k)     | 21 februari 1969     |         |     | USA           | Buffalo Blizzard   |
| 2  | F    | Mike Lapper        | 28 september 1970    |         |     | Tyskland      | VfL Wolfsburg      |
| 3  | F    | Mike Burns         | 14 september 1970    |         |     | Danmark       | Viborg             |
| 4  | F    | Cle Kooiman        | 4 juli 1963          |         |     | Mexiko        | Cruz Azul          |
| 5  | F    | Thomas Dooley      | 12 maj 1961          |         |     | Tyskland      | Bayer Leverkusen   |
| 6  | MF   | John Harkes        | 8 mars 1967          | 45      |     | England       | Derby County       |
| 7  | MF   | Hugo Ernesto Pérez | 8 november 1963      |         |     | USA           | San Diego Sockers  |
| 8  | A    | Earnie Stewart     | 28 mars 1969         | 16      |     | Nederländerna | Willem II          |
| 9  | MF   | Tab Ramos          | 21 september 1966    |         |     | Spanien       | Real Betis         |
| 10 | A    | Roy Wegerle        | 19 mars 1964         |         |     | England       | Coventry City      |
| 11 | A    | Eric Wynalda       | 9 juni 1969          | 52      |     | Tyskland      | FC Saarbrücken     |
| 12 | MV   | Juergen Sommer     | 27 februari 1969     |         |     | England       | Luton Town         |
| 13 | MF   | Cobi Jones         | 16 juni 1970         | 50      |     | England       | Coventry City      |
| 14 | A    | Frank Klopas       | 1 september 1966     |         |     | Grekland      | AEK Aten           |
| 15 | A    | Joe-Max Moore      | 23 februari 1971     | 34      |     | Tyskland      | FC Saarbrücken     |
| 16 | MF   | Mike Sorber        | 14 maj 1971          |         |     | Mexiko        | UNAM Pumas         |
| 17 | F    | Marcelo Balboa     | 8 augusti 1967       | 88      |     | Mexiko        | Club León          |
| 18 | MV   | Brad Friedel       | 18 maj 1971          |         |     | England       | Newcastle United   |
| 19 | MF   | Claudio Reyna      | 20 juli 1973         | 17      |     | USA           | Virginia Cavaliers |
| 20 | F    | Paul Caligiuri     | 9 mars 1964          | 79      |     | Tyskland      | SC Freiburg        |
| 21 | F    | Fernando Clavijo   | 23 januari 1957      |         |     | USA           | St. Louis Storm    |
| 22 | F    | Alexi Lalas        | 1 juni 1970          |         |     | Italien       | Padova             |

## Grupp B

### Brasilien
Förbundskapten: Carlos Alberto Parreira
| Nr | Pos. | Namn             | Födelsedatum (ålder) | Matcher | Mål |           | Klubb               |
| -- | ---- | ---------------- | -------------------- | ------- | --- | --------- | ------------------- |
| 1  | MV   | Cláudio Taffarel | 8 maj 1966           | 59      |     | Italien   | Reggiana            |
| 2  | F    | Jorginho         | 17 augusti 1964      | 45      |     | Tyskland  | Bayern München      |
| 3  | F    | Ricardo Rocha    | 11 september 1962    | 36      |     | Brasilien | Vasco da Gama       |
| 4  | F    | Ronaldão         | 19 juni 1965         | 7       |     | Japan     | Shimizu S-Pulse     |
| 5  | MF   | Mauro Silva      | 12 januari 1968      | 35      |     | Spanien   | Deportiva La Coruña |
| 6  | F    | Branco           | 4 april 1964         | 67      |     | Brasilien | Corinthians         |
| 7  | A    | Bebeto           | 16 februari 1964     | 53      |     | Spanien   | Deportivo La Coruña |
| 8  | MF   | Dunga            | 31 oktober 1963      | 43      |     | Tyskland  | VfB Stuttgart       |
| 9  | MF   | Zinho            | 17 juni 1967         | 30      |     | Brasilien | Palmeiras           |
| 10 | MF   | Raí (k)          | 15 maj 1965          | 43      |     | Frankrike | Paris Saint-Germain |
| 11 | A    | Romário          | 29 januari 1966      | 31      |     | Spanien   | Barcelona           |
| 12 | MV   | Zetti            | 10 januari 1965      | 7       |     | Brasilien | São Paulo           |
| 13 | F    | Aldair           | 30 november 1965     | 21      |     | Italien   | Roma                |
| 14 | F    | Cafu             | 7 juni 1970          | 30      |     | Brasilien | São Paulo           |
| 15 | F    | Márcio Santos    | 15 september 1969    | 27      |     | Frankrike | Bordeaux            |
| 16 | MF   | Leonardo         | 5 september 1969     | 12      |     | Brasilien | São Paulo           |
| 17 | MF   | Mazinho          | 8 april 1966         | 29      |     | Brasilien | Palmeiras           |
| 18 | A    | Paulo Sérgio     | 2 juni 1969          | 10      |     | Tyskland  | Bayer Leverkusen    |
| 19 | A    | Müller           | 31 januari 1966      | 53      |     | Brasilien | São Paulo           |
| 20 | A    | Ronaldo          | 22 september 1976    | 3       |     | Brasilien | Cruzeiro            |
| 21 | A    | Viola            | 1 januari 1969       | 5       |     | Brasilien | Corinthians         |
| 22 | MV   | Gilmar Rinaldi   | 13 januari 1959      | 7       |     | Brasilien | Flamengo            |

### Kamerun
Förbundskapten: Henri Michel
| Nr | Pos. | Namn                | Födelsedatum (ålder) | Matcher | Mål |              | Klubb              |
| -- | ---- | ------------------- | -------------------- | ------- | --- | ------------ | ------------------ |
| 1  | MV   | Joseph-Antoine Bell | 8 oktober 1954       |         |     | Frankrike    | Saint-Étienne      |
| 2  | F    | André Kana-Biyik    | 1 september 1965     |         |     | Frankrike    | Le Havre           |
| 3  | F    | Rigobert Song       | 1 juli 1976          |         |     | Kamerun      | Tonnerre Yaoundé   |
| 4  | F    | Samuel Ekeme        | 12 juli 1966         |         |     | Kamerun      | Canon Yaoundé      |
| 5  | F    | Victor N'Dip        | 18 augusti 1967      |         |     | Kamerun      | Olympic Mvolyé     |
| 6  | MF   | Thomas Libiih       | 17 november 1967     |         |     | Saudiarabien | Ohud Medina        |
| 7  | A    | François Omam-Biyik | 21 maj 1966          |         |     | Frankrike    | Lens               |
| 8  | MF   | Emile M'Bouh        | 30 maj 1966          |         |     | Qatar        | Nadi Qatar         |
| 9  | A    | Roger Milla         | 20 maj 1952          |         |     | Kamerun      | Tonnerre Yaoundé   |
| 10 | A    | Louis-Paul M'Fédé   | 26 februari 1961     |         |     | Kamerun      | Canon Yaoundé      |
| 11 | MF   | Emmanuel Maboang    | 27 november 1968     |         |     | Portugal     | Rio Ave            |
| 12 | MF   | Paul Loga           | 14 augusti 1969      |         |     | Kamerun      | Prevoyance Yaoundé |
| 13 | F    | Raymond Kalla       | 22 april 1975        |         |     | Kamerun      | Canon Yaoundé      |
| 14 | F    | Stephen Tataw (k)   | 31 mars 1963         |         |     | Kamerun      | Olympic Mvolyé     |
| 15 | F    | Hans Agbo           | 26 september 1967    |         |     | Kamerun      | Olympic Mvolyé     |
| 16 | A    | Alphonse Tchami     | 14 september 1971    |         |     | Danmark      | Odense             |
| 17 | MF   | Marc-Vivien Foé     | 1 maj 1975           |         |     | Kamerun      | Canon Yaoundé      |
| 18 | MF   | Jean-Pierre Fiala   | 22 april 1969        |         |     | Kamerun      | Canon Yaoundé      |
| 19 | A    | David Embé          | 13 november 1973     |         |     | Portugal     | Belenenses         |
| 20 | A    | Georges Mouyémé     | 15 april 1971        |         |     | Frankrike    | Troyes             |
| 21 | MV   | Thomas N'Kono       | 20 juli 1956         |         |     | Spanien      | L'Hospitalet       |
| 22 | MV   | Jacques Songo'o     | 17 mars 1964         |         |     | Frankrike    | Metz               |

### Ryssland
Förbundskapten: Pavel Sadyrin
| Nr | Pos. | Namn                  | Födelsedatum (ålder) | Matcher | Mål |           | Klubb            |
| -- | ---- | --------------------- | -------------------- | ------- | --- | --------- | ---------------- |
| 1  | MV   | Stanislav Tjertjesov  | 2 september 1963     | 19      |     | Tyskland  | Dynamo Dresden   |
| 2  | F    | Dmitrij Kuznetsov     | 28 augusti 1965      | 26      |     | Spanien   | Espanyol         |
| 3  | F    | Sergej Gorlukovitj    | 18 november 1961     | 32      |     | Tyskland  | Bayer Uerdingen  |
| 4  | F    | Dmitrij Galjamin      | 8 januari 1963       | 18      |     | Spanien   | Espanyol         |
| 5  | F    | Jurij Nikiforov       | 16 september 1970    | 8       |     | Ryssland  | Spartak Moskva   |
| 6  | F    | Vladislav Ternavskij  | 2 maj 1969           | 2       |     | Ryssland  | Spartak Moskva   |
| 7  | MF   | Andrej Pjatnitskij    | 27 september 1967    | 9       |     | Ryssland  | Spartak Moskva   |
| 8  | MF   | Dmitrij Popov         | 27 februari 1969     | 11      |     | Spanien   | Racing Santander |
| 9  | A    | Oleg Salenko          | 25 oktober 1969      | 5       |     | Spanien   | Logroñés         |
| 10 | MF   | Valerij Karpin        | 2 februari 1969      | 10      |     | Ryssland  | Spartak Moskva   |
| 11 | A    | Vladimir Beschastnych | 1 april 1974         | 9       |     | Ryssland  | Spartak Moskva   |
| 12 | F    | Omari Tetradze        | 13 oktober 1969      | 13      |     | Ryssland  | Dynamo Moskva    |
| 13 | MV   | Sergei Ovtjinnikov    | 10 november 1970     | 19      |     | Ryssland  | Lokomotiv Moskva |
| 14 | A    | Igor Kornejev         | 4 september 1967     | 7       |     | Spanien   | Espanyol         |
| 15 | A    | Dmitrij Radtjenko     | 2 december 1970      | 14      |     | Spanien   | Racing Santander |
| 16 | MV   | Dimitrij Charin (k)   | 16 augusti 1968      | 22      |     | England   | Chelsea          |
| 17 | MF   | Ilja Tsymbalar        | 17 februari 1969     | 2       |     | Ryssland  | Spartak Moskva   |
| 18 | F    | Viktor Onopko         | 14 oktober 1969      | 21      |     | Ryssland  | Spartak Moskva   |
| 19 | MF   | Aleksandr Mostovoj    | 22 augusti 1968      | 20      |     | Frankrike | Caen             |
| 20 | MF   | Igor Ledjachov        | 22 maj 1968          | 15      |     | Ryssland  | Spartak Moskva   |
| 21 | F    | Dmitrij Chlestov      | 21 januari 1971      | 12      |     | Ryssland  | Spartak Moskva   |
| 22 | A    | Sergei Yuran          | 11 juni 1969         | 27      |     | Portugal  | Benfica          |

### Sverige
Förbundskapten: Tommy Svensson
| Nr | Pos. | Namn              | Födelsedatum (ålder) | Matcher | Mål |               | Klubb                    |
| -- | ---- | ----------------- | -------------------- | ------- | --- | ------------- | ------------------------ |
| 1  | MV   | Thomas Ravelli    | 12 augusti 1959      | 110     |     | Sverige       | IFK Göteborg             |
| 2  | F    | Roland Nilsson    | 27 november 1963     | 62      |     | England       | Sheffield Wednesday      |
| 3  | F    | Patrik Andersson  | 18 augusti 1971      | 23      |     | Tyskland      | Borussia Mönchengladbach |
| 4  | F    | Joachim Björklund | 15 mars 1971         | 22      |     | Sverige       | IFK Göteborg             |
| 5  | F    | Roger Ljung       | 8 januari 1966       | 46      |     | Turkiet       | Galatasaray              |
| 6  | MF   | Stefan Schwarz    | 18 april 1969        | 29      |     | Portugal      | Benfica                  |
| 7  | A    | Henrik Larsson    | 20 september 1971    | 7       |     | Nederländerna | Feyenoord                |
| 8  | MF   | Klas Ingesson     | 20 augusti 1968      | 42      |     | Nederländerna | PSV Eindhoven            |
| 9  | MF   | Jonas Thern (k)   | 20 mars 1967         | 47      |     | Italien       | Napoli                   |
| 10 | A    | Martin Dahlin     | 16 april 1968        | 29      |     | Tyskland      | Borussia Mönchengladbach |
| 11 | A    | Tomas Brolin      | 29 november 1969     | 31      |     | Italien       | Parma                    |
| 12 | MV   | Lars Eriksson     | 21 september 1965    | 14      |     | Sverige       | IFK Norrköping           |
| 13 | F    | Mikael Nilsson    | 30 juni 1968         | 12      |     | Sverige       | IFK Göteborg             |
| 14 | F    | Pontus Kåmark     | 5 april 1969         | 12      |     | Sverige       | IFK Göteborg             |
| 15 | F    | Teddy Lučić       | 15 april 1973        | 0       |     | Sverige       | Västra Frölunda IF       |
| 16 | MF   | Anders Limpar     | 24 september 1965    | 51      |     | England       | Everton                  |
| 17 | MF   | Stefan Rehn       | 22 september 1966    | 38      |     | Sverige       | IFK Göteborg             |
| 18 | MF   | Håkan Mild        | 14 juni 1971         | 12      |     | Schweiz       | Servette                 |
| 19 | A    | Kennet Andersson  | 6 oktober 1967       | 24      |     | Frankrike     | Lille                    |
| 20 | A    | Magnus Erlingmark | 8 juli 1968          | 24      |     | Sverige       | IFK Göteborg             |
| 21 | MF   | Jesper Blomqvist  | 5 februari 1974      | 8       |     | Sverige       | IFK Göteborg             |
| 22 | MV   | Magnus Hedman     | 19 mars 1973         | 0       |     | Sverige       | AIK                      |

## Grupp C

### Bolivia
Förbundskapten: Xabier Azkargorta
| Nr | Pos. | Namn                   | Födelsedatum (ålder) | Matcher | Mål |           | Klubb             |
| -- | ---- | ---------------------- | -------------------- | ------- | --- | --------- | ----------------- |
| 1  | MV   | Carlos Trucco          | 8 augusti 1957       | 21      |     | Bolivia   | Club Bolívar      |
| 2  | F    | Juan Manuel Peña       | 17 januari 1973      | 21      |     | Colombia  | Santa Fe          |
| 3  | F    | Marco Sandy            | 29 augusti 1971      | 26      |     | Bolivia   | Club Bolívar      |
| 4  | F    | Miguel Rimba           | 1 november 1967      | 35      |     | Bolivia   | Club Bolívar      |
| 5  | F    | Gustavo Quinteros      | 15 februari 1965     |         |     | Bolivia   | The Strongest     |
| 6  | MF   | Carlos Borja (k)       | 25 december 1956     | 76      |     | Bolivia   | Club Bolívar      |
| 7  | A    | Mario Pinedo           | 9 april 1964         |         |     | Bolivia   | Oriente Petrolero |
| 8  | MF   | José Milton Melgar     | 20 september 1959    | 65      |     | Bolivia   | The Strongest     |
| 9  | A    | Álvaro Peña            | 11 februari 1966     |         |     | Chile     | Deportes Temuco   |
| 10 | A    | Marco Etcheverry       | 26 september 1970    | 23      |     | Chile     | Colo Colo         |
| 11 | A    | Jaime Moreno           | 19 januari 1974      | 23      |     | Bolivia   | Club Blooming     |
| 12 | MV   | Darío Rojas            | 20 januari 1960      |         |     | Bolivia   | Oriente Petrolero |
| 13 | F    | Modesto Soruco         | 12 februari 1966     |         |     | Colombia  | Once Caldas       |
| 14 | MF   | Mauricio Ramos         | 23 september 1969    |         |     | Bolivia   | Destroyers        |
| 15 | F    | Vladimir Soria         | 15 juli 1964         | 16      |     | Bolivia   | Club Bolívar      |
| 16 | A    | Luis Cristaldo         | 31 augusti 1969      | 29      |     | Bolivia   | Club Bolívar      |
| 17 | MF   | Óscar Sánchez          | 16 juli 1971         | 3       |     | Colombia  | Atlético Nacional |
| 18 | A    | Luis Ramallo           | 4 juli 1961          |         |     | Bolivia   | Oriente Petrolero |
| 19 | MV   | Marcelo Torrico        | 11 januari 1972      |         |     | Bolivia   | The Strongest     |
| 20 | A    | Ramiro Castillo        | 27 mars 1966         | 25      |     | Argentina | Platense          |
| 21 | MF   | Erwin Sánchez          | 19 oktober 1969      | 29      |     | Portugal  | Boavista          |
| 22 | MF   | Julio César Baldivieso | 2 december 1971      | 31      |     | Bolivia   | Club Bolívar      |

### Tyskland
Förbundskapten: Berti Vogts
| Nr | Pos. | Namn                | Födelsedatum (ålder) | Matcher | Mål |           | Klubb               |
| -- | ---- | ------------------- | -------------------- | ------- | --- | --------- | ------------------- |
| 1  | MV   | Bodo Illgner        | 7 april 1967         | 49      |     | Tyskland  | Köln                |
| 2  | MF   | Thomas Strunz       | 25 april 1968        | 13      |     | Tyskland  | VfB Stuttgart       |
| 3  | F    | Andreas Brehme      | 9 november 1960      | 81      |     | Tyskland  | Kaiserslautern      |
| 4  | F    | Jürgen Kohler       | 6 oktober 1965       | 65      |     | Italien   | Juventus            |
| 5  | F    | Thomas Helmer       | 21 april 1965        | 25      |     | Tyskland  | Bayern München      |
| 6  | F    | Guido Buchwald      | 24 januari 1961      | 73      |     | Tyskland  | VfB Stuttgart       |
| 7  | MF   | Andreas Möller      | 2 september 1967     | 40      |     | Italien   | Juventus            |
| 8  | MF   | Thomas Häßler       | 30 maj 1966          | 59      |     | Italien   | Roma                |
| 9  | A    | Karl-Heinz Riedle   | 16 september 1965    | 39      |     | Tyskland  | Borussia Dortmund   |
| 10 | MF   | Lothar Matthäus (k) | 21 mars 1961         | 112     |     | Tyskland  | Bayern München      |
| 11 | A    | Stefan Kuntz        | 30 oktober 1962      | 4       |     | Tyskland  | Kaiserslautern      |
| 12 | MV   | Andreas Köpke       | 12 mars 1962         | 14      |     | Tyskland  | Nürnberg            |
| 13 | A    | Rudi Völler         | 13 april 1960        | 87      |     | Frankrike | Marseille           |
| 14 | F    | Thomas Berthold     | 12 november 1964     | 54      |     | Tyskland  | VfB Stuttgart       |
| 15 | MF   | Maurizio Gaudino    | 12 december 1966     | 5       |     | Tyskland  | Eintracht Frankfurt |
| 16 | MF   | Matthias Sammer     | 5 september 1967     | 24      |     | Tyskland  | Borussia Dortmund   |
| 17 | MF   | Martin Wagner       | 24 februari 1968     | 3       |     | Tyskland  | Kaiserslautern      |
| 18 | A    | Jürgen Klinsmann    | 30 juli 1964         | 60      |     | Frankrike | Monaco              |
| 19 | A    | Ulf Kirsten         | 4 december 1965      | 10      |     | Tyskland  | Bayer Leverkusen    |
| 20 | MF   | Stefan Effenberg    | 2 augusti 1968       | 30      |     | Italien   | Fiorentina          |
| 21 | MF   | Mario Basler        | 18 december 1968     | 5       |     | Tyskland  | Werder Bremen       |
| 22 | MV   | Oliver Kahn         | 15 juni 1969         |         |     | Tyskland  | Karlsruher          |

### Sydkorea
Förbundskapten: Kim Ho
| Nr | Pos. | Namn           | Födelsedatum (ålder) | Matcher | Mål |          | Klubb                |
| -- | ---- | -------------- | -------------------- | ------- | --- | -------- | -------------------- |
| 1  | MV   | Choi In-Young  | 5 mars 1962          |         |     | Sydkorea | Hyundai Horangi      |
| 2  | MF   | Chung Jong-Son | 20 mars 1966         |         |     | Sydkorea | Hyundai Horangi      |
| 3  | F    | Lee Jong-Hwa   | 20 juli 1963         |         |     | Sydkorea | Ilhwa Chunma         |
| 4  | F    | Kim Pan-Keun   | 5 mars 1966          |         |     | Sydkorea | LG Cheetahs          |
| 5  | F    | Park Jung-Bae  | 19 februari 1967     |         |     | Sydkorea | Daewoo Royals        |
| 6  | MF   | Lee Young-Jin  | 27 oktober 1963      |         |     | Sydkorea | LG Cheetahs          |
| 7  | MF   | Shin Hong-Gi   | 4 maj 1968           |         |     | Sydkorea | Hyundai Horangi      |
| 8  | MF   | Noh Jung-Yoon  | 28 mars 1971         |         |     | Japan    | Sanfrecce Hiroshima  |
| 9  | A    | Kim Joo-Sung   | 17 januari 1966      |         |     | Tyskland | VfL Bochum           |
| 10 | A    | Ko Jeong-Woon  | 27 juni 1966         |         |     | Sydkorea | Ilhwa Chunma         |
| 11 | A    | Seo Jung-Won   | 17 december 1970     |         |     | Sydkorea | Sangmu FC            |
| 12 | F    | Choi Young-Il  | 25 april 1966        |         |     | Sydkorea | Hyundai Horangi      |
| 13 | F    | Ahn Ik-Soo     | 6 maj 1965           |         |     | Sydkorea | Ilhwa Shunma         |
| 14 | MF   | Choi Dae-Shik  | 10 januari 1971      |         |     | Sydkorea | LG Cheetahs          |
| 15 | A    | Cho Jin-Ho     | 2 augusti 1972       |         |     | Sydkorea | POSCO Atoms          |
| 16 | MF   | Ha Seok-Ju     | 20 februari 1968     | 33      |     | Sydkorea | Daewoo Royals        |
| 17 | F    | Gu Sang-Bum    | 15 juni 1964         | 63      |     | Sydkorea | Daewoo Royals        |
| 18 | A    | Hwang Sun-Hong | 14 juli 1968         | 46      |     | Sydkorea | POSCO Atoms          |
| 19 | MF   | Choi Moon-Sik  | 6 januari 1971       |         |     | Sydkorea | POSCO Atoms          |
| 20 | F    | Hong Myung-Bo  | 12 februari 1969     | 47      |     | Sydkorea | POSCO Atoms          |
| 21 | MV   | Park Chul-Woo  | 29 september 1965    |         |     | Sydkorea | LG Cheetahs          |
| 22 | MV   | Lee Woon-Jae   | 26 april 1973        | 1       |     | Sydkorea | Kyung Hee University |

### Spanien
Förbundskapten: Javier Clemente
| Nr | Pos. | Namn                    | Födelsedatum (ålder) | Matcher | Mål |         | Klubb               |
| -- | ---- | ----------------------- | -------------------- | ------- | --- | ------- | ------------------- |
| 1  | MV   | Andoni Zubizarreta (k)  | 23 oktober 1961      | 87      |     | Spanien | Barcelona           |
| 2  | F    | Albert Ferrer           | 6 juni 1970          | 16      |     | Spanien | Barcelona           |
| 3  | F    | Jorge Otero             | 8 mars 1969          | 5       |     | Spanien | Celta Vigo          |
| 4  | F    | Francisco José Camarasa | 27 september 1967    | 9       |     | Spanien | Valencia            |
| 5  | F    | Abelardo                | 19 mars 1970         | 9       |     | Spanien | Sporting Gijón      |
| 6  | MF   | Fernando Hierro         | 23 mars 1968         | 23      |     | Spanien | Real Madrid         |
| 7  | MF   | Ion Andoni Goikoetxea   | 21 oktober 1965      | 22      |     | Spanien | Barcelona           |
| 8  | MF   | Julen Guerrero          | 7 januari 1974       | 9       |     | Spanien | Athletic Bilbao     |
| 9  | MF   | Josep Guardiola         | 18 januari 1971      | 11      |     | Spanien | Barcelona           |
| 10 | MF   | José Mari Bakero        | 11 februari 1963     | 25      |     | Spanien | Barcelona           |
| 11 | MF   | Txiki Begiristain       | 12 augusti 1964      | 21      |     | Spanien | Barcelona           |
| 12 | F    | Sergi                   | 28 december 1971     | 2       |     | Spanien | Barcelona           |
| 13 | MV   | Santiago Cañizares      | 18 december 1969     | 4       |     | Spanien | Celta Vigo          |
| 14 | A    | Juanele                 | 10 april 1971        | 4       |     | Spanien | Sporting Gijón      |
| 15 | MF   | José Luis Caminero      | 8 november 1967      | 4       |     | Spanien | Atlético Madrid     |
| 16 | A    | Felipe Miñambres        | 29 april 1965        | 4       |     | Spanien | Tenerife            |
| 17 | F    | Voro                    | 9 oktober 1963       | 4       |     | Spanien | Deportivo La Coruña |
| 18 | F    | Rafael Alkorta          | 16 september 1968    | 19      |     | Spanien | Real Madrid         |
| 19 | A    | Julio Salinas           | 11 september 1962    | 43      |     | Spanien | Barcelona           |
| 20 | F    | Miguel Ángel Nadal      | 28 juli 1966         | 11      |     | Spanien | Barcelona           |
| 21 | MF   | Luis Enrique            | 8 maj 1970           | 5       |     | Spanien | Real Madrid         |
| 22 | MV   | Julen Lopetegui         | 28 augusti 1966      | 1       |     | Spanien | Logroñés            |

## Grupp D

### Argentina
Förbundskapten: Alfio Basile
| Nr | Pos. | Namn               | Födelsedatum (ålder) | Matcher | Mål |           | Klubb                |
| -- | ---- | ------------------ | -------------------- | ------- | --- | --------- | -------------------- |
| 1  | MV   | Sergio Goycochea   | 17 oktober 1963      |         |     | Argentina | River Plate          |
| 2  | F    | Sergio Vázquez     | 23 november 1965     |         |     | Chile     | Universidad Católica |
| 3  | F    | José Chamot        | 17 maj 1969          |         |     | Italien   | Foggia               |
| 4  | F    | Roberto Sensini    | 12 oktober 1966      |         |     | Italien   | Parma                |
| 5  | MF   | Fernando Redondo   | 6 juni 1969          |         |     | Spanien   | Tenerife             |
| 6  | F    | Óscar Ruggeri      | 26 januari 1962      |         |     | Argentina | San Lorenzo          |
| 7  | A    | Claudio Caniggia   | 9 januari 1967       |         |     | Italien   | Roma                 |
| 8  | MF   | José Basualdo      | 20 juni 1963         |         |     | Argentina | Vélez Sarsfield      |
| 9  | A    | Gabriel Batistuta  | 1 februari 1969      |         |     | Italien   | Fiorentina           |
| 10 | MF   | Diego Maradona (k) | 30 oktober 1960      |         |     |           | Klubblös             |
| 11 | A    | Ramón Medina Bello | 29 april 1966        |         |     | Japan     | Yokohama F. Marinos  |
| 12 | MV   | Luis Islas         | 22 december 1965     |         |     | Argentina | Independiete         |
| 13 | F    | Fernando Cáceres   | 7 februari 1969      |         |     | Spanien   | Real Zaragoza        |
| 14 | MF   | Diego Simeone      | 28 april 1970        |         |     | Spanien   | Sevilla              |
| 15 | F    | Jorge Borelli      | 2 november 1964      |         |     | Argentina | Racing Avellaneda    |
| 16 | F    | Hernán Díaz        | 26 februari 1965     |         |     | Argentina | River Plate          |
| 17 | MF   | Ariel Ortega       | 4 mars 1974          |         |     | Argentina | River Plate          |
| 18 | MF   | Hugo Pérez         | 6 oktober 1968       |         |     | Argentina | Independiente        |
| 19 | A    | Abel Balbo         | 1 juni 1966          |         |     | Italien   | Roma                 |
| 20 | MF   | Leonardo Rodríguez | 27 augusti 1966      |         |     | Tyskland  | Borussia Dortmund    |
| 21 | MF   | Alejandro Mancuso  | 4 september 1968     |         |     | Argentina | Boca Juniors         |
| 22 | MV   | Norberto Scoponi   | 13 januari 1961      |         |     | Argentina | Newell's Old Boys    |

### Bulgarien
Förbundskapten: Dimitar Penev
| Nr | Pos. | Namn                   | Födelsedatum (ålder) | Matcher | Mål |           | Klubb             |
| -- | ---- | ---------------------- | -------------------- | ------- | --- | --------- | ----------------- |
| 1  | MV   | Borislav Mikhailov (k) | 12 februari 1963     | 66      |     | Frankrike | FC Mulhouse       |
| 2  | F    | Emil Kremenliev        | 13 augusti 1969      | 7       |     | Bulgarien | Levski Sofia      |
| 3  | F    | Trifon Ivanov          | 27 juli 1965         | 39      |     | Schweiz   | Neuchâtel Xamax   |
| 4  | F    | Tsvanko Tsvetanov      | 6 januari 1970       | 16      |     | Bulgarien | Levski Sofia      |
| 5  | F    | Petar Houbchev         | 26 februari 1964     | 15      |     | Tyskland  | Hamburger SV      |
| 6  | MF   | Zlatko Jankov          | 7 augusti 1966       | 31      |     | Bulgarien | Levski Sofia      |
| 7  | A    | Emil Kostadinov        | 12 augusti 1967      | 32      |     | Portugal  | Porto             |
| 8  | A    | Hristo Stoitjkov       | 8 februari 1966      | 41      |     | Spanien   | Barcelona         |
| 9  | MF   | Jordan Letjkov         | 9 juli 1967          | 14      |     | Tyskland  | Hamburger SV      |
| 10 | MF   | Nasko Sirakov          | 26 april 1962        | 55      |     | Bulgarien | Levski Sofia      |
| 11 | MF   | Daniel Borimirov       | 16 januari 1970      | 9       |     | Bulgarien | Levski Sofia      |
| 12 | MV   | Plamen Nikolov         | 20 augusti 1961      | 5       |     | Bulgarien | Levski Sofia      |
| 13 | A    | Ivaylo Yordanov        | 22 april 1968        | 10      |     | Portugal  | Sporting Lissabon |
| 14 | MF   | Boncho Genchev         | 7 juli 1964          | 4       |     | England   | Ipswich Town      |
| 15 | F    | Nikolay Iliev          | 31 mars 1964         | 48      |     | Frankrike | Rennes            |
| 16 | F    | Ilian Kiriakov         | 4 augusti 1967       | 35      |     | Spanien   | Mérida            |
| 17 | MF   | Peter Mihtarski        | 15 juli 1966         | 5       |     | Bulgarien | Pirin Blagoevgrad |
| 18 | A    | Petar Aleksandrov      | 7 december 1962      | 26      |     | Schweiz   | Aarau             |
| 19 | MF   | Georgi Georgiev        | 10 januari 1963      | 10      |     | Frankrike | FC Mulhouse       |
| 20 | MF   | Krasimir Balakov       | 29 mars 1966         | 33      |     | Portugal  | Sporting Lissabon |
| 21 | A    | Velko Yotov            | 26 augusti 1970      | 6       |     | Spanien   | Espanyol          |
| 22 | MF   | Ivaylo Andonov         | 14 augusti 1967      | 5       |     | Bulgarien | CSKA Sofia        |

### Grekland
Förbundskapten: Alketas Panagoulias
| Nr | Pos. | Namn                  | Födelsedatum (ålder) | Matcher | Mål |          | Klubb          |
| -- | ---- | --------------------- | -------------------- | ------- | --- | -------- | -------------- |
| 1  | MV   | Antonis Minou         | 4 maj 1958           | 15      |     | Grekland | Apollon Smyrni |
| 2  | F    | Stratos Apostolakis   | 11 maj 1964          | 60      |     | Grekland | Panathinaikos  |
| 3  | F    | Thanasis Kolitsidakis | 20 november 1966     | 12      |     | Grekland | Panathinaikos  |
| 4  | F    | Stelios Manolas       | 13 juli 1961         | 70      |     | Grekland | AEK Aten       |
| 5  | F    | Ioannis Kalitzakis    | 10 februari 1966     | 36      |     | Grekland | Panathinaikos  |
| 6  | MF   | Giotis Tsalouchidis   | 30 mars 1963         | 60      |     | Grekland | Olympiakos     |
| 7  | A    | Dimitris Saravakos    | 26 juli 1961         | 76      |     | Grekland | Panathinaikos  |
| 8  | MF   | Nikos Nioplias        | 17 januari 1965      | 36      |     | Grekland | Panathinaikos  |
| 9  | A    | Nikos Machlas         | 16 juni 1973         | 12      |     | Grekland | OFI Kreta      |
| 10 | MF   | Tasos Mitropoulos (k) | 23 augusti 1957      | 74      |     | Grekland | AEK Aten       |
| 11 | MF   | Nikos Tsiantakis      | 20 oktober 1963      | 45      |     | Grekland | Olympiakos     |
| 12 | MF   | Spiros Marangos       | 20 februari 1967     | 21      |     | Grekland | Panathinaikos  |
| 13 | F    | Vaios Karagiannis     | 25 juni 1968         | 6       |     | Grekland | AEK Aten       |
| 14 | A    | Vasilis Dimitriadis   | 1 februari 1966      | 26      |     | Grekland | AEK Aten       |
| 15 | MV   | Christos Karkamanis   | 22 september 1969    | 5       |     | Grekland | Aris           |
| 16 | A    | Alexis Alexoudis      | 20 juni 1972         | 3       |     | Grekland | OFI Kreta      |
| 17 | MF   | Minas Hantzidis       | 4 juli 1966          | 7       |     | Grekland | Olympiakos     |
| 18 | F    | Kiriakos Karataidis   | 4 juli 1965          | 14      |     | Grekland | Olympiakos     |
| 19 | MF   | Savvas Kofidis        | 21 mars 1961         | 64      |     | Grekland | Aris           |
| 20 | MV   | Elias Atmatsidis      | 24 april 1969        | 4       |     | Grekland | AEK Aten       |
| 21 | A    | Alekos Alexandris     | 21 oktober 1968      | 10      |     | Grekland | Olympiakos     |
| 22 | F    | Alexis Alexiou        | 8 september 1963     | 8       |     | Grekland | PAOK           |

### Nigeria
Förbundskapten: Clemens Westerhof
| Nr | Pos. | Namn                | Födelsedatum (ålder) | Matcher | Mål |                 | Klubb               |
| -- | ---- | ------------------- | -------------------- | ------- | --- | --------------- | ------------------- |
| 1  | MV   | Peter Rufai         | 24 augusti 1963      | 55      |     | Nederländerna   | Go Ahead Eagles     |
| 2  | F    | Augustine Eguavoen  | 19 augusti 1965      | 35      |     | Belgien         | Kortrijk            |
| 3  | F    | Benedict Iroha      | 29 november 1969     |         |     | Nederländerna   | Vitesse             |
| 4  | F    | Stephen Keshi (k)   | 23 januari 1962      | 59      |     | Belgien         | Molenbeek           |
| 5  | F    | Uche Okechukwu      | 27 september 1967    | 26      |     | Turkiet         | Fenerbahçe          |
| 6  | F    | Chidi Nwanu         | 1 januari 1967       |         |     | Belgien         | Anderlecht          |
| 7  | MF   | Finidi George       | 15 april 1971        | 23      |     | Nederländerna   | Ajax                |
| 8  | MF   | Thompson Oliha      | 4 oktober 1968       |         |     | Elfenbenskusten | Africa Sprots       |
| 9  | A    | Rashidi Yekini      | 23 oktober 1964      | 46      |     | Portugal        | Vitória Setúbal     |
| 10 | MF   | Jay-Jay Okocha      | 14 augusti 1973      | 10      |     | Tyskland        | Eintracht Frankfurt |
| 11 | MF   | Emmanuel Amuneke    | 25 december 1970     |         |     | Egypten         | Zamalek             |
| 12 | MF   | Samson Siasia       | 14 augusti 1967      | 32      |     | Frankrike       | Nantes              |
| 13 | F    | Emeka Ezeugo        | 16 december 1965     |         |     | Ungern          | Budapest Honvéd     |
| 14 | A    | Daniel Amokachi     | 30 december 1972     | 26      |     | Belgien         | Club Brugge         |
| 15 | MF   | Sunday Oliseh       | 14 september 1974    | 8       |     | Belgien         | FC Liège            |
| 16 | MV   | Alloysius Agu       | 12 juli 1967         |         |     | Belgien         | FC Liège            |
| 17 | A    | Victor Ikpeba       | 12 juni 1973         |         |     | Frankrike       | Monaco              |
| 18 | A    | Efan Ekoku          | 8 juni 1967          |         |     | England         | Norwich City        |
| 19 | F    | Michael Emenalo     | 14 juli 1965         |         |     | Tyskland        | Eintracht Trier     |
| 20 | F    | Uche Okafor         | 8 augusti 1967       |         |     | Tyskland        | Hannover 96         |
| 21 | MF   | Mutiu Adepoju       | 22 december 1970     |         |     | Spanien         | Racing Santander    |
| 22 | MV   | Wilfred Agbonavbare | 5 oktober 1966       |         |     | Spanien         | Rayo Vallecano      |

## Grupp E

### Italien
Förbundskapten: Arrigo Sacchi
| Nr | Pos. | Namn                  | Födelsedatum (ålder) | Matcher | Mål |         | Klubb     |
| -- | ---- | --------------------- | -------------------- | ------- | --- | ------- | --------- |
| 1  | MV   | Gianluca Pagliuca     | 18 december 1966     | 18      |     | Italien | Sampdoria |
| 2  | F    | Luigi Apolloni        | 2 maj 1967           | 1       |     | Italien | Parma     |
| 3  | F    | Antonio Benarrivo     | 21 augusti 1968      | 8       |     | Italien | Parma     |
| 4  | F    | Alessandro Costacurta | 24 april 1966        | 20      |     | Italien | Milan     |
| 5  | F    | Paolo Maldini         | 26 juni 1968         | 51      |     | Italien | Milan     |
| 6  | F    | Franco Baresi (k)     | 8 maj 1960           | 77      |     | Italien | Milan     |
| 7  | F    | Lorenzo Minotti       | 8 februari 1967      | 2       |     | Italien | Parma     |
| 8  | F    | Roberto Mussi         | 25 augusti 1963      | 2       |     | Italien | Torino    |
| 9  | F    | Mauro Tassotti        | 19 januari 1960      | 5       |     | Italien | Milan     |
| 10 | A    | Roberto Baggio        | 18 februari 1967     | 36      |     | Italien | Juventus  |
| 11 | MF   | Demetrio Albertini    | 23 augusti 1971      | 15      |     | Italien | Milan     |
| 12 | MV   | Luca Marchegiani      | 22 februari 1966     | 5       |     | Italien | Lazio     |
| 13 | MF   | Dino Baggio           | 24 juli 1971         | 13      |     | Italien | Juventus  |
| 14 | MF   | Nicola Berti          | 14 april 1967        | 26      |     | Italien | Inter     |
| 15 | MF   | Antonio Conte         | 31 juli 1969         | 1       |     | Italien | Juventus  |
| 16 | MF   | Roberto Donadoni      | 9 september 1963     | 51      |     | Italien | Milan     |
| 17 | MF   | Alberigo Evani        | 1 januari 1963       | 11      |     | Italien | Sampdoria |
| 18 | A    | Pierluigi Casiraghi   | 4 mars 1969          | 16      |     | Italien | Lazio     |
| 19 | A    | Daniele Massaro       | 23 maj 1961          | 9       |     | Italien | Milan     |
| 20 | A    | Giuseppe Signori      | 17 februari 1968     | 16      |     | Italien | Lazio     |
| 21 | A    | Gianfranco Zola       | 5 juli 1966          | 6       |     | Italien | Parma     |
| 22 | MV   | Luca Bucci            | 13 mars 1969         |         |     | Italien | Parma     |

### Mexiko
Förbundskapten: Miguel Mejía Barón
| Nr | Pos. | Namn                         | Födelsedatum (ålder) | Matcher | Mål |         | Klubb            |
| -- | ---- | ---------------------------- | -------------------- | ------- | --- | ------- | ---------------- |
| 1  | MV   | Jorge Campos                 | 15 oktober 1966      | 54      |     | Mexiko  | UNAM Pumas       |
| 2  | F    | Claudio Suárez               | 17 december 1968     | 41      |     | Mexiko  | UNAM Pumas       |
| 3  | F    | Juan de Dios Ramírez Perales | 8 mars 1969          | 42      |     | Mexiko  | UNAM Pumas       |
| 4  | F    | Ignacio Ambríz (k)           | 7 februari 1965      |         |     | Mexiko  | Club Necaxa      |
| 5  | F    | Ramón Ramírez                | 5 december 1969      | 31      |     | Mexiko  | Santos Laguna    |
| 6  | MF   | Marcelino Bernal             | 27 maj 1962          |         |     | Mexiko  | Deportivo Toluca |
| 7  | A    | Carlos Hermosillo            | 24 augusti 1964      | 57      |     | Mexiko  | Cruz Azul        |
| 8  | MF   | Alberto García Aspe          | 11 maj 1967          | 29      |     | Mexiko  | Club Necaxa      |
| 9  | A    | Hugo Sánchez                 | 11 juli 1958         |         |     | Spanien | Rayo Vallecano   |
| 10 | A    | Luis García                  | 1 juni 1969          |         |     | Spanien | Atlético Madrid  |
| 11 | A    | Luis Roberto Alves           | 23 maj 1967          | 48      |     | Mexiko  | Club América     |
| 12 | MV   | Félix Fernández              | 1 november 1967      |         |     | Mexiko  | Atlante          |
| 13 | MF   | Juan Carlos Chávez           | 18 januari 1967      |         |     | Mexiko  | Club Atlas       |
| 14 | MF   | Joaquín del Olmo             | 20 april 1969        |         |     | Mexiko  | Veracruz         |
| 15 | MF   | Missael Espinoza             | 12 april 1965        |         |     | Mexiko  | Guadalajara      |
| 16 | MF   | Luis Antonio Valdéz          | 1 juli 1967          |         |     | Mexiko  | Club León        |
| 17 | MF   | Benjamín Galindo             | 11 december 1960     |         |     | Mexiko  | Guadalajara      |
| 18 | F    | José Luis Salgado            | 3 april 1966         |         |     | Mexiko  | Tecos            |
| 19 | A    | Luis Miguel Salvador         | 26 februari 1968     |         |     | Mexiko  | Atlante          |
| 20 | MF   | Jorge Rodríguez              | 18 april 1968        |         |     | Mexiko  | Deportivo Toluca |
| 21 | F    | Raúl Gutiérrez               | 16 oktober 1966      |         |     | Mexiko  | Atlante          |
| 22 | MV   | Adrián Chávez                | 27 juni 1962         |         |     | Mexiko  | Club América     |

### Norge
Förbundskapten: Egil Olsen
| Nr | Pos. | Namn                | Födelsedatum (ålder) | Matcher | Mål |          | Klubb             |
| -- | ---- | ------------------- | -------------------- | ------- | --- | -------- | ----------------- |
| 1  | MV   | Erik Thorstvedt     | 28 oktober 1962      | 84      |     | England  | Tottenham Hotspur |
| 2  | F    | Gunnar Halle        | 11 augusti 1965      | 44      |     | England  | Oldham Athletic   |
| 3  | F    | Erland Johnsen      | 5 april 1967         | 20      |     | England  | Chelsea           |
| 4  | F    | Rune Bratseth (k)   | 19 mars 1961         | 57      |     | Tyskland | Werder Bremen     |
| 5  | F    | Stig Inge Bjørnebye | 11 december 1969     | 34      |     | England  | Liverpool         |
| 6  | A    | Jostein Flo         | 3 oktober 1964       | 23      |     | England  | Sheffield United  |
| 7  | MF   | Erik Mykland        | 21 juli 1971         | 25      |     | Norge    | IK Start          |
| 8  | MF   | Øyvind Leonhardsen  | 17 augusti 1970      | 29      |     | Norge    | Rosenborg BK      |
| 9  | A    | Jan Åge Fjørtoft    | 10 januari 1967      | 50      |     | England  | Swindon Town      |
| 10 | MF   | Kjetil Rekdal       | 6 november 1968      | 32      |     | Belgien  | Lierse            |
| 11 | MF   | Mini Jakobsen       | 8 november 1965      | 44      |     | Schweiz  | Young Boys        |
| 12 | MV   | Frode Grodås        | 24 oktober 1964      | 12      |     | Norge    | Lillestrøm SK     |
| 13 | MV   | Ola By Rise         | 14 november 1960     | 25      |     | Norge    | Rosenborg BK      |
| 14 | F    | Roger Nilsen        | 8 augusti 1969       | 20      |     | England  | Sheffield United  |
| 15 | MF   | Karl Petter Løken   | 14 augusti 1966      | 32      |     | Norge    | Rosenborg BK      |
| 16 | A    | Gøran Sørloth       | 16 juli 1962         | 54      |     | Turkiet  | Bursaspor         |
| 17 | F    | Dan Eggen           | 13 januari 1970      | 2       |     | Danmark  | Brøndby IF        |
| 18 | F    | Alf-Inge Haaland    | 23 november 1972     | 3       |     | England  | Nottingham Forest |
| 19 | MF   | Roar Strand         | 2 februari 1970      | 1       |     | Norge    | Rosenborg BK      |
| 20 | F    | Henning Berg        | 1 september 1969     | 16      |     | England  | Blackburn Rovers  |
| 21 | A    | Sigurd Rushfeldt    | 11 december 1972     | 1       |     | Norge    | Tromsø IL         |
| 22 | MF   | Lars Bohinen        | 8 september 1969     | 29      |     | England  | Nottingham Forest |

### Irland
Förbundskapten: Jack Charlton
| Nr | Pos. | Namn              | Födelsedatum (ålder) | Matcher | Mål |           | Klubb                   |
| -- | ---- | ----------------- | -------------------- | ------- | --- | --------- | ----------------------- |
| 1  | MV   | Packie Bonner     | 24 maj 1960          | 73      | 0   | Skottland | Celtic                  |
| 2  | F    | Denis Irwin       | 31 oktober 1965      | 26      | 1   | England   | Manchester United       |
| 3  | F    | Terry Phelan      | 16 mars 1967         | 22      | 0   | England   | Manchester City         |
| 4  | F    | Kevin Moran       | 29 april 1956        | 69      | 6   | England   | Blackburn Rovers        |
| 5  | F    | Paul McGrath      | 4 december 1959      | 65      | 7   | England   | Aston Villa             |
| 6  | MF   | Roy Keane         | 10 augusti 1971      | 22      | 0   | England   | Manchester United       |
| 7  | MF   | Andy Townsend (k) | 23 juli 1963         | 45      | 5   | England   | Aston Villa             |
| 8  | MF   | Ray Houghton      | 9 januari 1962       | 58      | 3   | England   | Aston Villa             |
| 9  | A    | John Aldridge     | 18 september 1958    | 57      | 13  | England   | Tranmere Rovers         |
| 10 | MF   | John Sheridan     | 1 oktober 1964       | 19      | 3   | England   | Sheffield Wednesday     |
| 11 | F    | Steve Staunton    | 19 januari 1969      | 47      | 5   | England   | Aston Villa             |
| 12 | F    | Gary Kelly        | 9 juli 1974          | 5       | 1   | England   | Leeds United            |
| 13 | F    | Alan Kernaghan    | 25 april 1967        | 11      | 1   | England   | Manchester City         |
| 14 | F    | Phil Babb         | 30 oktober 1970      | 5       | 0   | England   | Coventry City           |
| 15 | A    | Tommy Coyne       | 14 november 1962     | 14      | 4   | Skottland | Motherwell              |
| 16 | A    | Tony Cascarino    | 1 september 1962     | 50      | 12  | England   | Chelsea                 |
| 17 | MF   | Eddie McGoldrick  | 30 april 1965        | 12      | 0   | England   | Arsenal                 |
| 18 | MF   | Ronnie Whelan     | 25 september 1961    | 50      | 3   | England   | Liverpool               |
| 19 | F    | Alan McLoughlin   | 20 april 1967        | 17      | 1   | England   | Portsmouth              |
| 20 | A    | David Kelly       | 25 november 1965     | 16      | 7   | England   | Wolverhampton Wanderers |
| 21 | MF   | Jason McAteer     | 18 juni 1971         | 5       | 0   | England   | Bolton Wanderers        |
| 22 | MV   | Alan Kelly        | 11 augusti 1968      | 3       | 0   | England   | Sheffield United        |

## Grupp F

### Belgien
Förbundskapten: Paul Van Himst
| Nr | Pos. | Namn                    | Födelsedatum (ålder) | Matcher | Mål |           | Klubb          |
| -- | ---- | ----------------------- | -------------------- | ------- | --- | --------- | -------------- |
| 1  | MV   | Michel Preud'homme      | 24 januari 1959      | 51      |     | Belgien   | Mechelen       |
| 2  | F    | Dirk Medved             | 15 juni 1968         | 13      |     | Belgien   | Club Brugge    |
| 3  | F    | Vital Borkelmans        | 1 juni 1963          | 19      |     | Belgien   | Club Brugge    |
| 4  | F    | Philippe Albert         | 10 augusti 1967      | 30      |     | Belgien   | Anderlecht     |
| 5  | F    | Rudi Smidts             | 12 augusti 1963      | 12      |     | Belgien   | Royal Antwerp  |
| 6  | F    | Lorenzo Staelens        | 20 april 1964        | 19      |     | Belgien   | Club Brugge    |
| 7  | MF   | Franky Van der Elst     | 30 april 1961        | 61      |     | Belgien   | Club Brugge    |
| 8  | A    | Luc Nilis               | 25 maj 1967          | 25      |     | Belgien   | Anderlecht     |
| 9  | A    | Marc Degryse            | 4 september 1965     | 48      |     | Belgien   | Anderlecht     |
| 10 | MF   | Enzo Scifo              | 19 februari 1966     | 64      |     | Frankrike | Monaco         |
| 11 | A    | Alexandre Czerniatynski | 28 juli 1960         | 30      |     | Belgien   | Mechelen       |
| 12 | MV   | Filip De Wilde          | 5 juli 1964          | 4       |     | Belgien   | Anderlecht     |
| 13 | F    | Georges Grün (k)        | 25 januari 1962      | 69      |     | Italien   | Parma          |
| 14 | F    | Michel De Wolf          | 19 januari 1958      | 37      |     | Belgien   | Anderlecht     |
| 15 | MF   | Marc Emmers             | 25 februari 1966     | 33      |     | Belgien   | Anderlecht     |
| 16 | MF   | Danny Boffin            | 10 juli 1965         | 19      |     | Belgien   | Anderlecht     |
| 17 | A    | Josip Weber             | 16 november 1964     | 2       |     | Belgien   | Cercle Brugge  |
| 18 | MF   | Marc Wilmots            | 22 februari 1969     | 23      |     | Belgien   | Standard Liège |
| 19 | F    | Eric Van Meir           | 28 februari 1968     | 2       |     | Belgien   | Charleroi      |
| 20 | MV   | Dany Verlinden          | 15 augusti 1963      |         |     | Belgien   | Club Brugge    |
| 21 | MF   | Stéphane Van der Heyden | 3 juli 1969          | 3       |     | Belgien   | Club Brugge    |
| 22 | F    | Pascal Renier           | 3 augusti 1971       | 1       |     | Belgien   | Club Brugge    |

### Marocko
Förbundskapten: Abdellah Blinda
| Nr | Pos. | Namn                  | Födelsedatum (ålder) | Matcher | Mål |           | Klubb                |
| -- | ---- | --------------------- | -------------------- | ------- | --- | --------- | -------------------- |
| 1  | MV   | Khalil Azmi (k)       | 23 augusti 1964      |         |     | Marocko   | Raja Casablanca      |
| 2  | F    | Nacer Abdellah        | 3 mars 1966          |         |     | Belgien   | Waregem              |
| 3  | F    | Abdelkrim El Hadrioui | 8 augusti 1972       |         |     | Marocko   | FAR Rabat            |
| 4  | F    | Tahar El Khalej       | 16 juni 1968         |         |     | Marocko   | KAC Marrakech        |
| 5  | F    | Smahi Triki           | 1 augusti 1967       |         |     | Frankrike | Châteauroux          |
| 6  | F    | Noureddine Naybet     | 10 februari 1970     |         |     | Frankrike | Nantes               |
| 7  | MF   | Mustapha Hadji        | 16 november 1971     |         |     | Frankrike | Nancy                |
| 8  | MF   | Rachid Azzouzi        | 10 januari 1971      |         |     | Tyskland  | MSV Duisburg         |
| 9  | A    | Mohammed Chaouch      | 12 december 1966     |         |     | Frankrike | Nice                 |
| 10 | MF   | Mustafa El Haddaoui   | 7 mars 1961          |         |     | Frankrike | Angers               |
| 11 | F    | Rachid Daoudi         | 21 februari 1966     |         |     | Marocko   | WAC Casablanca       |
| 12 | MV   | Said Dghay            | 14 januari 1964      |         |     | Marocko   | Olympique Casablanca |
| 13 | F    | Ahmed Bahja           | 21 december 1970     |         |     | Marocko   | KAC Marrakech        |
| 14 | F    | Ahmed Masbahi         | 17 januari 1966      |         |     | Marocko   | KAC Marrakech        |
| 15 | MF   | El Arbi Hababi        | 12 augusti 1967      |         |     | Marocko   | Olympique Khouribga  |
| 16 | A    | Hassan Nader          | 8 juli 1965          |         |     | Portugal  | Farense              |
| 17 | A    | Abdeslam Laghrissi    | 5 januari 1962       |         |     | Marocko   | Raja Casablanca      |
| 18 | F    | Rachid Neqrouz        | 10 april 1972        |         |     | Marocko   | Mouloudia Oujda      |
| 19 | A    | Abdelmajid Bouyboud   | 24 oktober 1966      |         |     | Marocko   | WAC Casablanca       |
| 20 | MF   | Hassan Kachloul       | 19 februari 1973     |         |     | Frankrike | Nîmes                |
| 21 | MF   | Mohammed Samadi       | 21 mars 1970         |         |     | Marocko   | FAR Rabat            |
| 22 | MV   | Zakaria Alaoui        | 17 juni 1966         |         |     | Marocko   | KAC Marrakech        |

### Nederländerna
Förbundskapten: Dick Advocaat
| Nr | Pos. | Namn              | Födelsedatum (ålder) | Matcher | Mål |               | Klubb             |
| -- | ---- | ----------------- | -------------------- | ------- | --- | ------------- | ----------------- |
| 1  | MV   | Ed de Goey        | 20 december 1966     | 14      |     | Nederländerna | Feyenoord         |
| 2  | F    | Frank de Boer     | 15 maj 1970          | 25      |     | Nederländerna | Ajax              |
| 3  | MF   | Frank Rijkaard    | 30 september 1962    | 69      |     | Nederländerna | Ajax              |
| 4  | F    | Ronald Koeman (k) | 21 mars 1963         | 73      |     | Spanien       | Barcelona         |
| 5  | MF   | Rob Witschge      | 22 augusti 1966      | 22      |     | Nederländerna | Feyenoord         |
| 6  | MF   | Jan Wouters       | 17 juli 1960         | 66      |     | Nederländerna | PSV Eindhoven     |
| 7  | MF   | Marc Overmars     | 29 mars 1973         | 13      |     | Nederländerna | Ajax              |
| 8  | MF   | Wim Jonk          | 12 oktober 1966      | 15      |     | Italien       | Inter             |
| 9  | MF   | Ronald de Boer    | 15 maj 1970          | 9       |     | Nederländerna | Ajax              |
| 10 | A    | Dennis Bergkamp   | 10 maj 1969          | 31      |     | Italien       | Inter             |
| 11 | A    | Bryan Roy         | 12 februari 1970     | 21      |     | Italien       | Foggia            |
| 12 | A    | John Bosman       | 1 februari 1965      | 27      |     | Belgien       | Anderlecht        |
| 13 | MV   | Edwin van der Sar | 29 oktober 1970      | 0       |     | Nederländerna | Ajax              |
| 14 | F    | Ulrich van Gobbel | 16 januari 1971      | 6       |     | Nederländerna | Feyenoord         |
| 15 | F    | Danny Blind       | 1 augusti 1961       | 24      |     | Nederländerna | Ajax              |
| 16 | F    | Arthur Numan      | 14 december 1969     | 4       |     | Nederländerna | PSV Eindhoven     |
| 17 | MF   | Gaston Taument    | 1 oktober 1970       | 6       |     | Nederländerna | Feyenoord         |
| 18 | F    | Stan Valckx       | 20 oktober 1963      | 7       |     | Portugal      | Sporting Lissabon |
| 19 | A    | Peter van Vossen  | 21 april 1968        | 10      |     | Nederländerna | Ajax              |
| 20 | MF   | Aron Winter       | 1 mars 1967          | 38      |     | Italien       | Lazio             |
| 21 | F    | John de Wolf      | 10 december 1962     | 6       |     | Nederländerna | Feyenoord         |
| 22 | MV   | Theo Snelders     | 7 december 1963      | 1       |     | Skottland     | Aberdeen          |

### Saudiarabien
Förbundskapten: Jorge Solari
| Nr | Pos. | Namn                 | Födelsedatum (ålder) | Matcher | Mål |              | Klubb        |
| -- | ---- | -------------------- | -------------------- | ------- | --- | ------------ | ------------ |
| 1  | MV   | Mohamed Al-Deayea    | 2 augusti 1972       | 32      |     | Saudiarabien | Al-Ta'ee     |
| 2  | F    | Abdullah Al-Dosari   | 1 november 1969      |         |     | Saudiarabien | Al-Ittihad   |
| 3  | F    | Mohammed Al-Khilaiwi | 21 augusti 1971      | 37      |     | Saudiarabien | Al-Ittihad   |
| 4  | F    | Abdullah Zubromawi   | 15 november 1973     |         |     | Saudiarabien | Al-Ahli      |
| 5  | F    | Ahmad Jamil Madani   | 6 januari 1970       |         |     | Saudiarabien | Al-Ittihad   |
| 6  | MF   | Fuad Amin            | 13 oktober 1972      | 47      |     | Saudiarabien | Al-Shabab    |
| 7  | A    | Fahad Al-Ghesheyan   | 1 augusti 1973       |         |     | Saudiarabien | Al-Hilal     |
| 8  | MF   | Fahad Al-Bishi       | 10 september 1965    |         |     | Saudiarabien | Al-Nassr     |
| 9  | A    | Majed Abdullah (k)   | 1 november 1959      | 114     |     | Saudiarabien | Al-Nassr     |
| 10 | A    | Saeed Al-Owairan     | 19 augusti 1967      |         |     | Saudiarabien | Al-Shabab    |
| 11 | A    | Fahad Al-Mehallel    | 11 november 1970     | 30      |     | Saudiarabien | Al-Shabab    |
| 12 | A    | Sami Al-Jaber        | 11 december 1972     | 32      |     | Saudiarabien | Al-Hilal     |
| 13 | F    | Mohamed Al-Jawad     | 28 november 1962     | 117     |     | Saudiarabien | Al-Ahli      |
| 14 | MF   | Khalid Al-Muwallid   | 23 november 1971     | 51      |     | Saudiarabien | Al-Ahli      |
| 15 | F    | Saleh Al-Dawod       | 24 september 1968    |         |     | Saudiarabien | Al-Shabab    |
| 16 | MF   | Talal Jebreen        | 25 september 1973    |         |     | Saudiarabien | Al-Riyadh    |
| 17 | F    | Yassir Al-Taifi      | 10 maj 1971          |         |     | Saudiarabien | Al-Riyadh    |
| 18 | F    | Awad Al-Anazi        | 24 september 1968    |         |     | Saudiarabien | Al-Shabab    |
| 19 | MF   | Hamzah Saleh         | 19 april 1967        |         |     | Saudiarabien | Al-Ahli      |
| 20 | A    | Hamzah Idris         | 8 oktober 1972       |         |     | Saudiarabien | Ohud         |
| 21 | MV   | Hussein Al-Sadiq     | 15 oktober 1973      |         |     | Saudiarabien | Al-Qadisiyah |
| 22 | MV   | Ibrahim Al-Helwah    | 18 augusti 1972      |         |     | Saudiarabien | Al-Riyadh    |